# Salvatore Castiglia
Salvatore Castiglia (Palermo, 10 marzo 1819 – Napoli, 11 ottobre 1895) è stato un marinaio, diplomatico e patriota italiano.

## Biografia
Avendo un'irresistibile inclinazione per il mare già tra i 12 e i 15 anni effettuò un viaggio in America Meridionale e due in Inghilterra, dopo i quali entrò in qualità di allievo nel collegio nautico di Palermo. Ne uscì nel 1837 e fu affiliato da Ignazio Maio alla Giovine Italia. Dal 1839 al 1847 fu capitano di marina mercantile, mantenendo, grazie alla sua professione, i contatti tra i liberali siciliani e i fuoriusciti. Il 17 febbraio 1847 fu nominato da re Ferdinando II alfiere di vascello, grado della Real Marina del Regno delle Due Sicilie, per essere riuscito eroicamente a salvare dei naufraghi di un veliero napoletano colato a picco nella Manica, destino che il brigantino Anna, da lui comandato, evitò grazie al sangue freddo del suo capitano.
Il Castiglia, che all'epoca era già in contatto con Giuseppe Avezzana, Pietro Maroncelli e Eleuterio Felice Foresti a New York, non rifiutò il grado per non destare sospetti ma evitò sempre di indossare la divisa della marina regia. Il Foresti gli aveva consegnato 300 copie dell'opera di Mazzini sui Fratelli Bandiera che il capitano aveva distribuito in Sicilia (era la prima volta che l'opera raggiungeva l'isola) ed anche ad alcuni componenti dell'equipaggio di una fregata borbonica che si trovava a New York. La sera dell'11 gennaio 1848 da Napoli, dove si trovava, s'imbarcò per Palermo e il giorno dopo, in piazza della Fieravecchia partecipò ai  primi moti della rivoluzione siciliana.
Su incarico del comitato insurrezionale portò, utilizzando a tal scopo il piroscafo postale Palermo che era stato armato con quattro cannoni, rifornimenti di polvere da sparo e di uomini alla popolazione di Messina insorta. Incaricato del comando del fortino del Molo riuscì con i suoi cannoni a far arrendere, il 14 febbraio, la guarnigione borbonica del Castello a Mare. Organizzò in seguito il trasporto di armi e munizioni a Milazzo (15 febbraio), venendo nominato comandante generale della marina siciliana, e lo sbarco della colonna del colonnello Ribotti a Paola a giugno. In seguito fu inviato in Francia e nel Regno Unito per trattare l'acquisto di navi per il governo rivoluzionario siciliano ma la missione fu troncata dalla riconquista della Sicilia operata dalle forze borboniche.
Rifugiatosi nel Regno di Sardegna riprese la via del mare ma non interruppe l'attività di cospiratore. Rimasto in possesso di circa 43.000 franchi del Tesoro Siciliano li usò per finanziare varie attività rivoluzionarie. Partecipò dall'inizio alla spedizione dei Mille e, durante la traversata che da Quarto portò i Mille a Marsala, fu, da Garibaldi, nominato capitano del Piemonte. Dopo lo sbarco guidò la compagnia di marinai cannonieri che si distinse nella battaglia di Calatafimi.
Dopo la conquista di Palermo si recò a Malta riportandone 1500 fucili e munizione e il Fabrizi, con una ventina di esuli siciliani. In seguito fu direttore del Ministero della Marina e comandante della marina militare siciliana ed ebbe l'incarico dal Generale di preparare una flottiglia per il passaggio dello stretto; infine ricevette la nomina a contrammiraglio. Escluso dalla Regia Marina venne nominato console a Copenaghen e in seguito, dal 1864 al 1891, console generale d'Italia a Odessa. Dopo il suo ritiro, avvenuto nel 1892, visse a Napoli fino alla sua morte. Nel cinquantenario della rivoluzione del '48 gli venne dedicato un modesto monumento presso il Cimitero dei Rotoli di Palermo.

## Opere
- Salvatore Castiglia, Memorie relative al marino Salvatore Castiglia, prefazione di Giuseppe Lodi, Stamperia di S. Meli, 1860.
- Salvatore Castiglia, Stazioni navali del Regno d'Italia, Torino, Tipografia letteraria, 1861.
- Sicano (Salvatore Castiglia), Salvatore Castiglia nei rivolgimenti di Sicilia del 1848-1860, Palermo, Tipografia F. Zappa-Spezia, 1898.